# Voor de kat's viool
Voor de kat's viool is een single van André van Duin. De single had een dubbele A-kant met Barbecue. De single werd onder leiding van muziekproducent Bert Schouten opgenomen in de Wisseloordstudio's. Harry van Hoof leverde het arrangement en gaf leiding aan het orkest.
Voor de kat's viool is een cover van The chicken song (Chickensong) geschreven door Philip Pope (muziek), Rob Grant en Doug Naylor (tekst). Dat liedje met een onzintekst was veelvuldig in 1986 (en later) te horen in de derde serie van het Britse televisieprogramma Spitting Image. Van Duin schreef er een nieuwe tekst bij, dat gaat over een slecht functionerend voetbalelftal, verwijzend naar het spreekwoord "Voor de kat zijn viool" (voor niets).
Barbecue over barbecue was eveneens een cover. Van Duin schreef een nieuwe tekst bij het liedje Barbara-Ann van Fred Fassart, in 1958 uitgegeven door The Regents en later al succesrijk gecoverd door The Beach Boys en The Who.

## Hitnotering
De Belgische BRT Top 30 en Vlaamse Ultratop 30 werden niet gehaald.

### Nederlandse Top 40
| Positie: | 32 | 27 | 27 | 37 | uit |

### NederlandseNationale Hitparade
| Positie: | 39 | 25 | 22 | 31 | 29 | 40 | uit |